# Lynsey Sharp
Lynsey Sharp, née le 11 juillet 1990, est une athlète britannique, spécialiste du 800 m.

## Biographie
Aux Championnats d'Europe de 2012, Lynsey Sharp remporte initialement une médaille en argent sur le 800 mètres, en réalisant un record personnel de 2 min 0 s 52. Elle est devancée par la Russe Yelena Arzhakova, laquelle est finalement disqualifiée pour une anomalie sur son passeport biologique et suspendue deux ans. Le titre est ainsi réattribué à la Britannique.

## Palmarès
| Date | Compétition                   | Lieu             | Résultat | Épreuve   | Temps         |
| ---- | ----------------------------- | ---------------- | -------- | --------- | ------------- |
| 2011 | Championnats d'Europe espoirs | Ostrava          | 2e       | 800 m     | 2 min 00 s 65 |
| 2012 | Championnats d'Europe         | Helsinki         | 1re      | 800 m     | 2 min 00 s 52 |
| 2014 | Jeux du Commonwealth          | Glasgow          | 2e       | 800 m     | 2 min 01 s 34 |
| 2014 | Championnats d'Europe         | Zurich           | 2e       | 800 m     | 1 min 58 s 80 |
| 2014 | Coupe continentale            | Marrakech        | 5e       | 800 m     | 2 min 00 s 80 |
| 2014 | Ligue de diamant              | Ligue de diamant | 3e       | 800 m     | détails       |
| 2015 | Ligue de diamant              | Ligue de diamant | 2e       | 800 m     | détails       |
| 2016 | Jeux olympiques               | Rio de Janeiro   | 6e       | 800 m     | 1 min 57 s 69 |
| 2017 | Championnats du monde         | Londres          | 8e       | 800 m     | 1 min 58 s 98 |
| 2018 | Jeux du Commonwealth          | Gold Coast       | 6e       | 4 x 400 m | 3 min 29 s 18 |
| 2018 | Championnats d'Europe         | Berlin           | 6e       | 800 m     | 2 min 01 s 83 |
| 2019 | Ligue de diamant              | Ligue de diamant | 6e       | 800 m     | 2 min 01 s 47 |

## Records
| Épreuve    | Performance   | Lieu           | Date         |
| ---------- | ------------- | -------------- | ------------ |
| 800 mètres | 1 min 57 s 69 | Rio de Janeiro | 21 août 2016 |